# Moqueur polyglotte
Mimus polyglottos
Pour les articles homonymes, voir Moqueur.
Espèce
Statut de conservation UICN

 LC  : Préoccupation mineure
Le Moqueur polyglotte (Mimus polyglottos) est une espèce d'oiseau de la famille des Mimidae. Il est présent sur une grande partie des États-Unis et du Mexique, ainsi que sur certaines îles de l'espace Caraïbe.

## Morphologie
Le plumage est gris sur le dessus, presque blanc sur le dessous. Il présente des barres alaires blanches, particulièrement visibles en vol, de même que les bordures blanches des plumes noires de la queue.

## Comportement

### Locomotion
Cet oiseau réalise plusieurs mouvements caractéristiques, tels que des mouvements nerveux de la queue d'un côté et de l'autre, ou lorsqu'il est au sol, de brusques séries d'ouverture et fermeture des ailes, supposées effrayer les insectes dissimulés et les forcer à bouger.

### Comportement social
Le chant est constitué de longues phrases répétées, un peu gargouillantes ou flutées. Cet oiseau est connu pour sa capacité à imiter le chant des autres oiseaux avec néanmoins quelques variations : le chant imité est plus rapide et de volume sonore plus élevé. Il est aussi capable d'imiter des sirènes d'alarme, de bruits de voiture et autres sons. Les cris d'appel sont variés, souvent un tchock un peu âpre.
Les moqueurs polyglottes défendent courageusement leur nid. Pour cela, le mâle et la femelle adoptent différentes stratégies. Ils attaquent ou feignent d'attaquer leurs ennemis en effectuant des vols agressifs en piqué ; ils émettent des vocalises agressives et enfin ils peuvent faire semblant d'être blessés au sol afin d'attirer les prédateurs loin du nid et des oisillons[réf. nécessaire].

### Reproduction
Lors de la saison de reproduction, le comportement des mâles devient exubérant : performances aériennes, chants en vol et nombreux déplacements d'un perchoir à un autre visent à attirer l'attention des femelles.

## Répartition et habitat

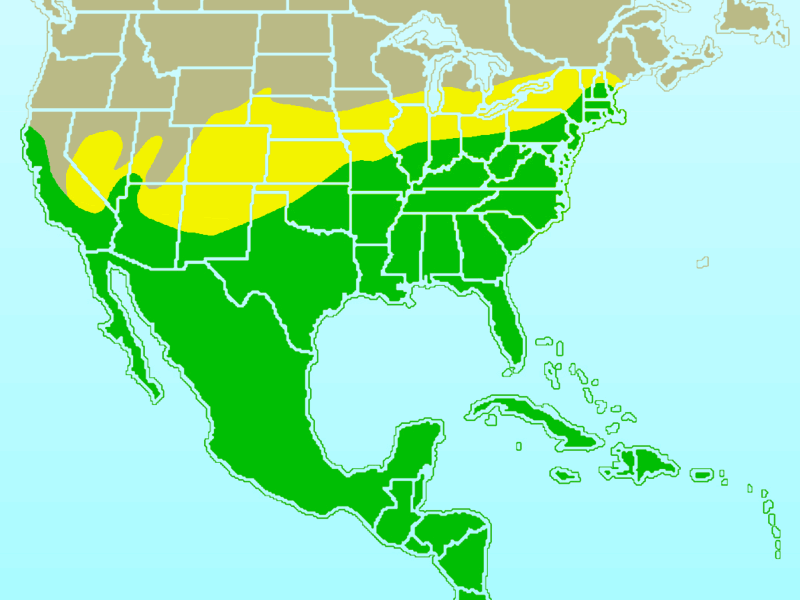
Nicheur sédentaire
Nicheur estivant
Hivernant

Bien que vivant principalement dans les zones boisées broussailleuses, cet oiseau peut aussi se rencontrer dans les maquis arides des zones désertiques ou dans des parcs et jardins de banlieue.
Sa répartition couvre une grande partie des États-Unis et tout le Mexique, ainsi que les Bahamas, les Grandes Antilles et les îles Vierges (voir carte de répartition).

## Systématique

### Sous-espèces
3 sous-espèces sont distinguées, de répartitions géographiques différentes :
- Mimus polyglottos polyglottos, que l'on trouve à l'Est de l'Amérique du Nord ;
- Mimus polyglottos leucopterus, se trouvant à l'Ouest de l'Amérique du Nord, mais aussi au Mexique jusqu'à Mexico et l'isthme de Tehuantepec ;
- Mimus polyglottos orpheus, vivant aux Bahamas, aux Grandes Antilles et à l'Est des îles Vierges.

## Galerie

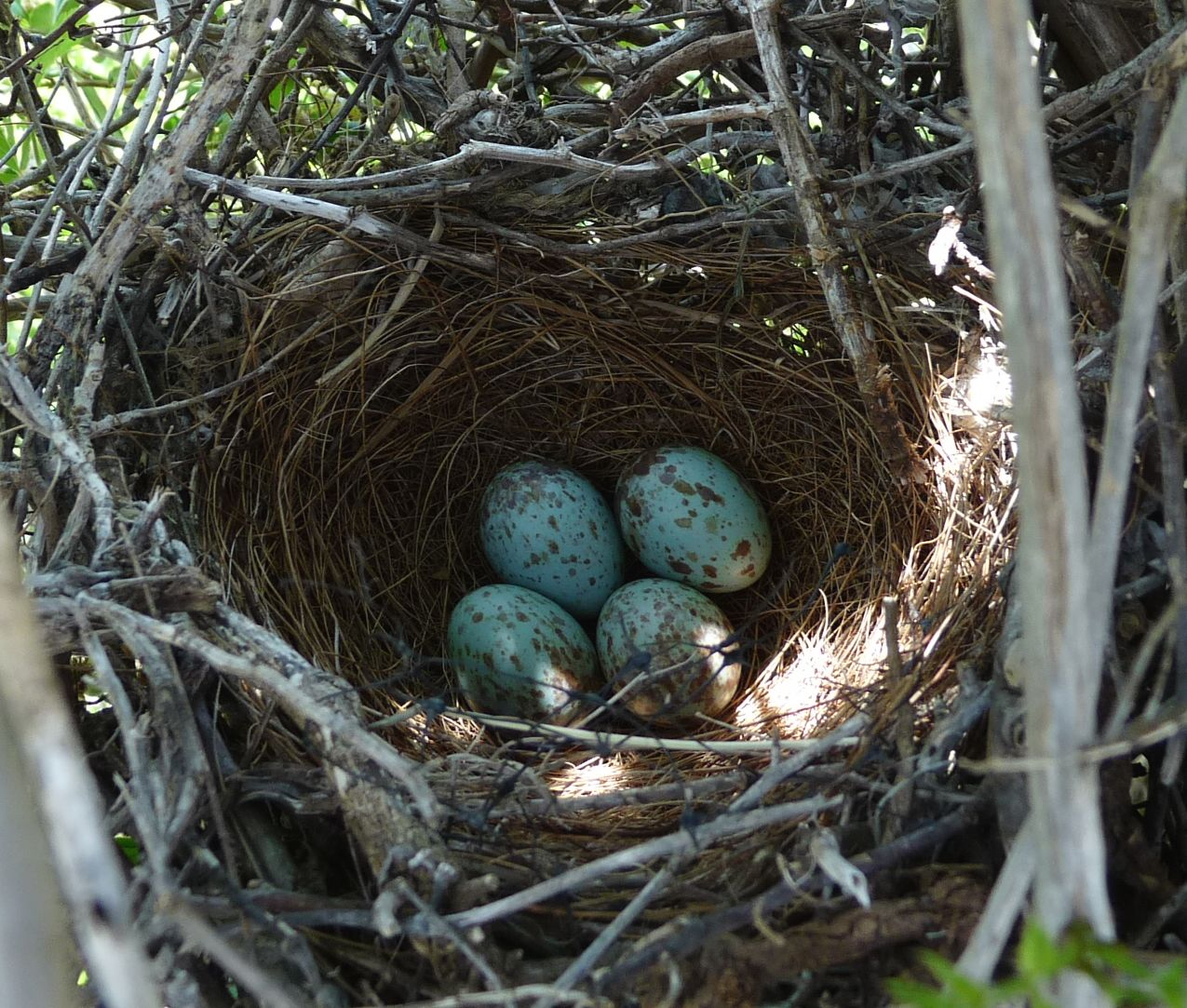
Œufs
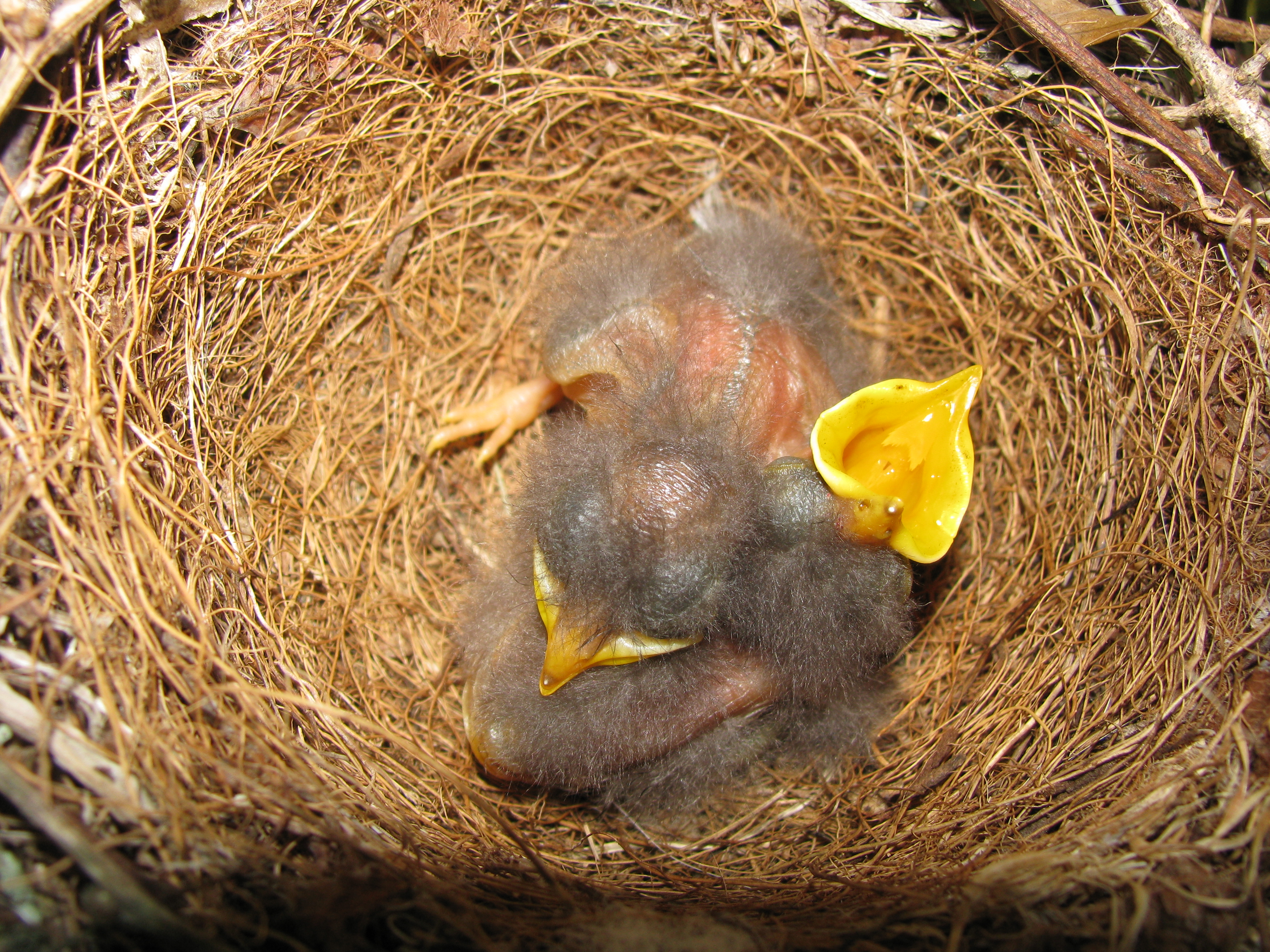
Oisillons (4 jours)
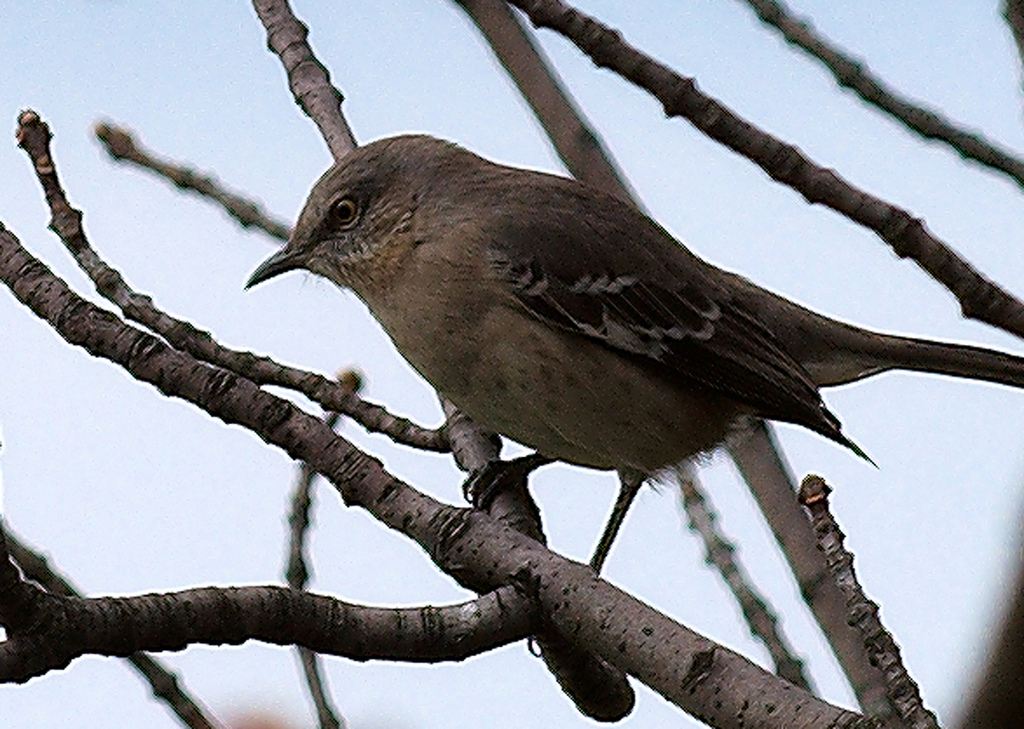
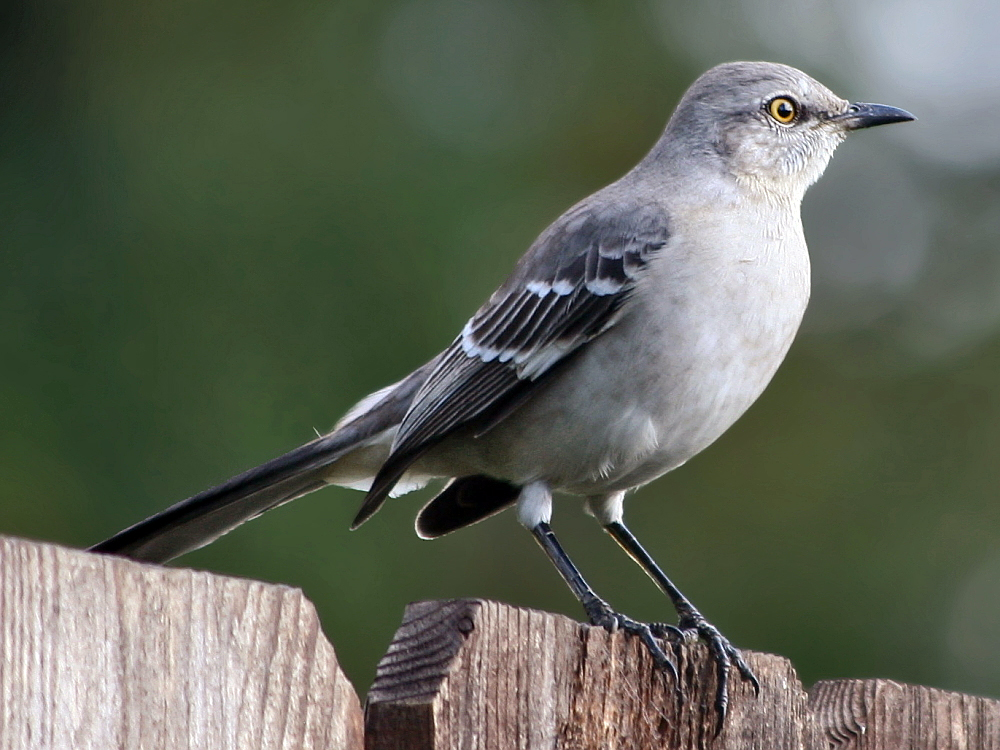
Un Moqueur polyglotte (Mimus polyglottos) photographié à Lodi, Californie.
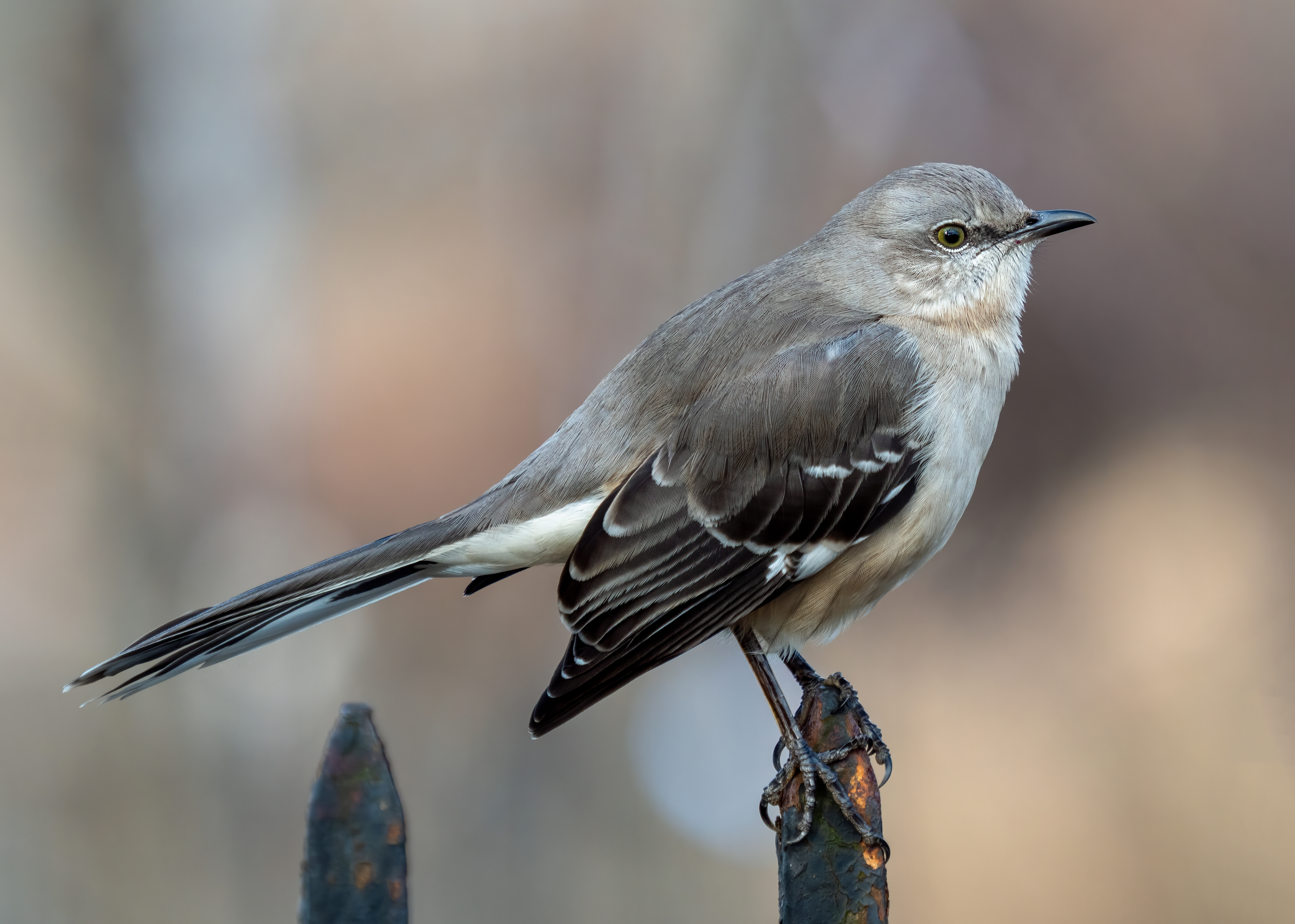
Un autre, à Bay Ridge, New York.
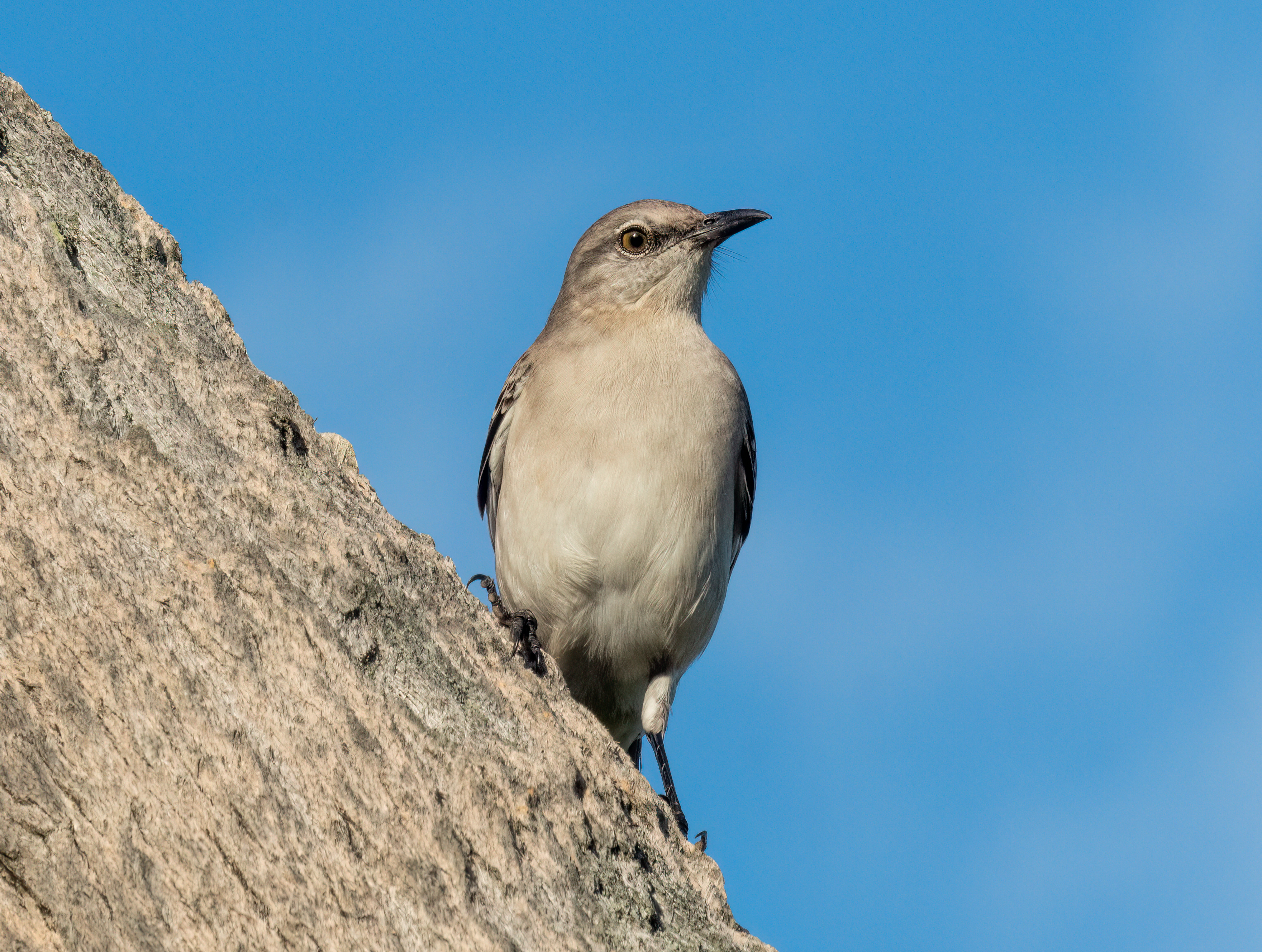
Un autre, vers Palm Beach (Floride). Janvier 2023.

## Référence dans la culture
- Le musicien français Olivier Messiaen s'est inspiré de son chant pour une des pièces de son Des canyons aux étoiles..., écrit entre 1971 et 1974, et également dans l'une des pièces de ses Oiseaux exotiques, écrites entre 1955 et 1956[3]
- Dans le roman Ne tirez pas sur l'oiseau moqueur (titre original : To Kill a Mockingbird) de la romancière américaine Harper Lee, le moqueur est décrit comme un oiseau qui ne fait de mal à personne ("They don't do one thing but sing their hearts out for us.") et qu'il ne faut pas tuer ("it's a sin to kill a mockingbird"), une allusion directe à deux des personnages du roman, Tom Robinson et Boo Radley, tous deux injustement soupçonnés d'un crime.